# Ла Галиго

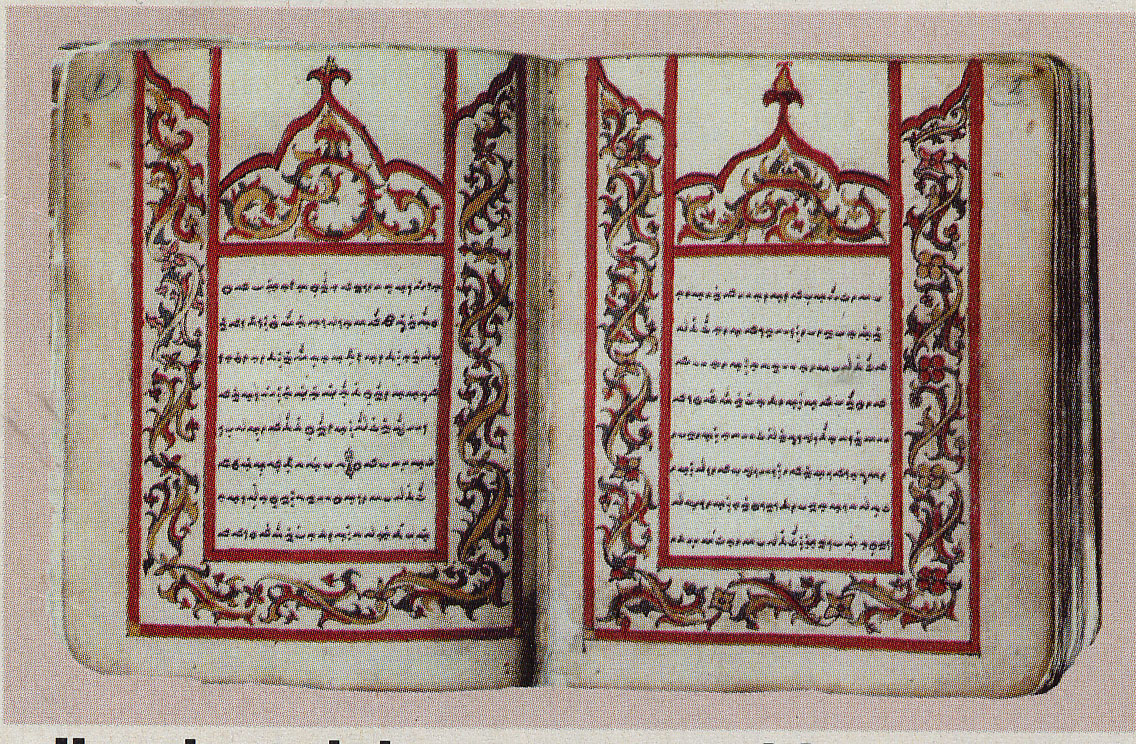
Иллюминированная рукопись «Ла Галиго»

Ла Галиго (буг. La Galigo) или Сурек Галиго (Sureq Galigo) — цикл эпических поэм на средневековом бугийском языке, созданный на юге острова Сулавеси первоначально в устной форме около XV века. Старейшие сохранившиеся рукописи относятся к XVIII веку, но до сих пор поэмы цикла бытуют и в устной форме и поются по торжественным случаям.
Цикл «Ла Галиго» полностью не издан (опубликована лишь небольшая часть) и не переведён на другие языки. Даже без учёта повторяющихся эпизодов объём цикла составляет не менее 7 тысяч страниц без разбиения на строки (in continuo), таким образом, это одно из самых пространных литературных произведений в истории человечества.
«Ла Галиго» — цикл мифов о создании и истории мира с единым сквозным сюжетом и набором действующих лиц. Содержание в целом отражает доисламский быт (бугисы приняли ислам в начале XVII века).
Поэме посвящён отдельный музей в сулавесийском городе Макассар. В 2004 году по мотивам «Ла Галиго» режиссёр Роберт Уилсон поставил в Сингапуре музыкальный спектакль «I La Galigo», затем неоднократно ставившийся в Европе, Азии и Австралии.
В 2008 году Индонезия предложила включить «Ла Галиго» в список ЮНЕСКО «Память мира» как самое объёмное литературное произведение в истории. В 2011 году заявка была удовлетворена; в «Память мира» были включены две рукописи поэмы, хранящиеся в музее «Ла Галиго» в Макассаре и в Лейденской университетской библиотеке в Нидерландах. Последняя насчитывает 2851 страницу и охватывает примерно треть текста. Обе рукописи относятся к XIX веку.
В России изучением эпоса занимался Юло Сирк